# Хаен (Перу)
Хае́н (ісп. Jaén) — місто в Перу, адміністративний центр провінції Хаен у регіоні Кахамарка.

## Географія
Лежить у західних передгір'ях перуанських Анд, на схід від річки Мараньйон.

### Клімат
Місто знаходиться у зоні, котра характеризується кліматом тропічних саван. Найтепліший місяць — лютий із середньою температурою 23 °C (73.4 °F). Найхолодніший місяць — липень, із середньою температурою 20.2 °С (68.4 °F).
| Клімат Хаена            | Клімат Хаена | Клімат Хаена | Клімат Хаена | Клімат Хаена | Клімат Хаена | Клімат Хаена | Клімат Хаена | Клімат Хаена | Клімат Хаена | Клімат Хаена | Клімат Хаена | Клімат Хаена | Клімат Хаена |
| Показник                | Січ.         | Лют.         | Бер.         | Квіт.        | Трав.        | Черв.        | Лип.         | Серп.        | Вер.         | Жовт.        | Лист.        | Груд.        | Рік          |
| Середній максимум, °C   | 28,1         | 28           | 28,1         | 28,2         | 28,4         | 27,9         | 27,8         | 28,2         | 28,8         | 28,5         | 29,7         | 29,4         | 28,4         |
| Середня температура, °C | 22,8         | 23           | 22,8         | 22,7         | 21,6         | 20,8         | 20,2         | 20,4         | 21           | 21,3         | 22,1         | 22,6         | 21,8         |
| Середній мінімум, °C    | 15,4         | 15,2         | 15           | 15,4         | 14,7         | 14           | 13,9         | 14,2         | 14,6         | 14,5         | 14,8         | 14,5         | 14,7         |
| Норма опадів, мм        | 74.5         | 91.1         | 117.6        | 94.3         | 75.1         | 50.6         | 41.8         | 25.5         | 46.6         | 78.7         | 68           | 60.8         | 824.6        |
| Днів з опадами          | 8,7          | 9,9          | 10,7         | 9,6          | 6,6          | 5,2          | 4,7          | 3,5          | 5,4          | 7,8          | 7,1          | 7,9          | 87,1         |
| Вологість повітря, %    | 70.6         | 71.3         | 73.7         | 73.8         | 72.8         | 73.2         | 72.6         | 70.6         | 70.5         | 70.3         | 69.7         | 69.4         | 71.5         |
| ----------------------- | ------------ | ------------ | ------------ | ------------ | ------------ | ------------ | ------------ | ------------ | ------------ | ------------ | ------------ | ------------ | ------------ |
| Джерело: Weatherbase    |              |              |              |              |              |              |              |              |              |              |              |              |              |

## Історія
У 2010 році поблизу міста було виявлено два стародавніх пірамідальних комплекси. Найбільший курган, площею понад акр в основі, знайшов перуанський археолог Кіріно Олівера. Він знайшов свідчення масивних кам'яних споруд. Товщина стін сягала трьох футів. Також він знайшов пандуси та інші споруди, що сягають щонайменше 800 р. до н.е. або, можливо, 2000 р. до н.е.